# Knut Gustaf Sparre
Knut Gustaf Sparre, född 23 februari 1684 på Stora Dala, död 1 januari 1733 i Stockholm, var en svensk friherre och militär under det Stora nordiska kriget.

## Biografi
Knut Gustaf Sparre var son till Gabriel Sparre och Ingeborg Christina Ribbing. Han hade fyra systrar och fyra bröder. Han blev som ung antagen vid Livgardet och blev där utnämnd till fänrik 1703, och fick därmed sin officersfullmakt av Karl XII. 1708 befordrades han till löjtnant.
1709 blev han tagen som krigsfånge vid Slaget vid Poltava och därifrån först förd till Solvytjegodsk och sedan till Vologda. Han gifte sig i Velikij Ustiug 1713 med änkan Sophia Margaretha Krüger och blev därmed styvfar till Jacob Eggers. Med sin hustru fick han fyra barn: Margaretha Christina, född 1715; Erik Sparre, född 1718, död 1766, major; Hedvig, född 1722; Fredric Sparre, född 1726 i Stockholm
Knut Gustaf Sparre och familjen fick lämna Ryssland efter Freden i Nystad 1721, och de kom hem 1722. Samtidigt blev han utnämnd till kapten vid Livgardet. Han dog i Stockholm den 1 januari 1733.